# Cirrhaea
Cirrhaea – rodzaj roślin z rodziny storczykowatych (Orchidaceae). Obejmuje 7 endemicznych gatunków występujących w regionach na wschodnim wybrzeżu Brazylii.

## Systematyka
Rodzaj sklasyfikowany do podplemienia Stanhopeinae w plemieniu Cymbidieae, podrodzina epidendronowe (Epidendroideae), rodzina storczykowate (Orchidaceae), rząd szparagowce (Asparagales) w obrębie roślin jednoliściennych.
Wykaz gatunków
- Cirrhaea dependens (G.Lodd.) G.Don
- Cirrhaea fuscolutea Lindl.
- Cirrhaea longiracemosa Hoehne
- Cirrhaea nasuta Brade
- Cirrhaea obtusata Lindl.
- Cirrhaea seidelii Pabst
- Cirrhaea silvana V.P.Castro & Campacci